# Ștefan Sileanu
Ștefan Sileanu (n. 15 noiembrie 1939, Cislău, România – d. 28 martie 2020, București, România) a fost un actor și pictor român. A debutat în anul 1965.
A jucat teatru la Teatrul Național din Târgu Mureș și la Teatrul Nottara din București.
În 1979 a jucat rolul titular în filmul istoric Vlad Țepeș în regia lui Doru Năstase. Filmul a fost produs de Casa de Filme 5 sub direcția lui Dumitru Fernoagă și realizat în Centrul de Producție Cinematografică București.
A avut un hobby major, pictura, având de-a lungul anilor câteva expoziții personale.
A decedat la 28 martie 2020 în urma unui infarct.

## Filmografie
- Cîntecele mării (1971)
- Prin cenușa imperiului (1976) - Siteavul
- Buzduganul cu trei peceți (1977) - banul Mihalcea
- Războiul Independenței (serial TV, 1977)
- Vlad Țepeș (1979)
- Stop cadru la masă (1980)
- Am fost șaisprezece (1980)
- Burebista (1980) - Boian, regele boilor
- Punga cu libelule (1981)
- Înghițitorul de săbii (1982)
- Un echipaj pentru Singapore (1982)
- Vreau să știu de ce am aripi (1984)
- Raliul (1984)
- Adela (1985) - Tuliu
- Duminică în familie (1988)
- Fiul stelelor (1988) - voce
- Chirița în Iași (1988)
- Călătoriile lui Pin-Pin (1990) - voce
- Marea sfidare (1990) - Topoloveanu, director de ziar
- Șobolanii roșii (1991)
- Trandafirul și coroana (teatru TV, 1991) - Edward Stone
- E pericoloso sporgersi (1993)
- Privește înainte cu mînie (1993)
- Crucea de piatră (1994) - comisarul
- Somnul insulei (1994) - guvernatorul insulei
- Craii de Curtea Veche (1996)
- Scrisorile prietenului (film TV, 1997)
- Păcală se întoarce (2006) - Popa

### Dublaje
Roluri realizate în cadrul industriei de film animat:
- 2003 - Dublaj la filmul Compania Monștrilor, în rolul lui Henry J. Waternoose al III-lea, vocea în original aparținându-i lui James Coburn;
- 2004 - Dublaj la filmul Peter Pan, în rolul Căpeteniei indiene de trib (Marele șef), vocea în original aparținându-i lui Candy Candido.